# Зидьян-Казмаляр
Зидьдя́н-Казмаля́р, ранее Новый Зидьян — село в Дербентском районе Республики Дагестан. Административный центр сельского поселения «Зидьян-Казмалярский сельсовет».

## Географическое положение
Селение расположено у северного подножья горы Барафтау, в 12 км к северо-западу от города Дербент и в 3 км к югу от города Дагестанские Огни.

## История
Образовано в 1960-х годах переселенцами из Старого Зидьяна.

## Население
| 1926 | 1939 | 1970 | 1989 | 2002 | 2010 | 2021 |
| ---- | ---- | ---- | ---- | ---- | ---- | ---- |
| 332  | ↗417 | ↗472 | ↗575 | ↗942 | ↗978 | ↗989 |

Национальный состав
По результатам Всероссийской переписи населения 2021 года:
| Народ         | Численность, чел. | Доля от всего населения, % |
| ------------- | ----------------- | -------------------------- |
| азербайджанцы | 967               | 97,78 %                    |
| табасараны    | 12                | 1,21 %                     |
| другие        | 10                | 1,01 %                     |
| всего         | 989               | 100 %                      |

## Улицы[10]
| - - Виноградная - Крепостная - Луговая - Мира - Садовая | - - Северная - Учительская - Центральная - Школьная - Южная |

## Народные промыслы
Центр ковроделия, виноделия